# 685 Hermia
685 Hermia eller 1909 HE är en asteroid i huvudbältet, som upptäcktes 12 augusti 1909 av den tyske astronomen Karl Wilhelm Lorenz i Heidelberg.
Asteroiden har en diameter på ungefär 10 kilometer och den tillhör asteroidgruppen Flora.